# Olomoucké tvarůžky (queijo)
Olomoucké tvarůžky, Olomoucké syrečky ou Olomouc cheese é um queijo amadurecido macio feito em Loštice, na região da Morávia, na República Tcheca, o qual é bem fácil de ser reconhecido pelo seu aroma forte, por seu gosto acre distinto e por sua cor amarelada. Seu nome provém do nome da cidade de Olomouc, onde o mesmo começou a ser vendido. É feito de leite desnatado de vaca sem a adição de coalho, corante, aromatizante e estabilizadores, e contém apenas 6.0% de gordura.
Desde 2010, o queijo possui Indicação Geográfica Protegida pela União Europeia.
Em 2016, uma loja em Loštice começou a produzir uma variadade de sorvete baseada no queijo.

## História
A primeira vez em que o queijo é mencionado em um texto data do século XV. O Olomoucké tvarůžky foi consumido pelo imperador Rodolfo II. Até o século XIX, o queijo foi produzido nas vilas que rodeavam Olomouc, e era geralmente considerada uma comida rústica. Foi nesse tempo que o mesmo começou a ser referido como queijo de Olomouc. A companhia A.W tem feito esse queijo desde 1876. Existe um pequeno museu destinado ao queijo na fábrica de produção da empresa em Loštice.